# Anker Jørgensen
Anker Jørgensen (Copenhaguen 13 de juliol de 1922 - 20 de març de 2016) va ser un polític de Dinamarca. Va ocupar el càrrec de Primer Ministre de Dinamarca en dues ocasions: de 1972 fins a 1973, i de 1975 fins a 1982.
Va iniciar jove la seva carrera política, el 1950 ja es va fer membre d'un sindicat. Ell va liderar la Unió dels Treballadors Danesos (SiD en danès) entre el 1968 i el 1972. Mentre era director sindical va aconseguir triar-se pel Parlament de Dinamarca per primera vegada el 1964.